# Pochazia funebris
Pochazia funebris är en insektsart som beskrevs av Stsl 1865. Pochazia funebris ingår i släktet Pochazia och familjen Ricaniidae. Inga underarter finns listade i Catalogue of Life.